# Diadegma fulvipalpe
Diadegma fulvipalpe är en stekelart som först beskrevs av Cameron 1906.  Diadegma fulvipalpe ingår i släktet Diadegma och familjen brokparasitsteklar. Inga underarter finns listade i Catalogue of Life.